# Síndrome ligada à cultura
Na medicina e antropologia médica, uma síndrome ligada à cultura, síndrome específica da cultura, síndrome cultural ou doença popular é uma combinação de sintomas psiquiátricos e somáticos que são considerados doenças reconhecíveis apenas em uma sociedade ou cultura específica. Geralmente considera-se que não há alterações bioquímicas ou estruturais objetivas dos órgãos ou funções do corpo, e a doença não é reconhecida em outras culturas. O termo culture-bound syndrome foi incluído na quarta versão do Manual Diagnóstico e Estatístico de Transtornos Mentais (American Psychiatric Association, 1994), que também inclui uma lista das doenças ligadas à cultura mais comuns (DSM-IV: Apêndice I). As contrapartidas no âmbito da CID-10 (Capítulo V) são os transtornos específicos da cultura definidas no Anexo 2 dos Critérios de diagnóstico para pesquisa.
Mais amplamente, uma endemia que pode ser atribuída a certos padrões de comportamento dentro de uma cultura específica por sugestão pode ser referida como uma potencial epidemia de comportamento. Como nos casos de uso de drogas ou abuso de álcool e fumo, a transmissão pode ser determinada por reforço comunitário e interações pessoa a pessoa. Por motivos etiológicos, pode ser difícil distinguir a contribuição causal da cultura sobre a doença de outros fatores ambientais, como toxicidade. O reconhecimento de condições específicas a culturas como objeto de estudo e a análise de fatores sociais levaram ao desenvolvimento da psiquiatria transcultural.
Um exemplo de sintomatologia influenciada por cultura foi a neurastenia na Europa do século XIX, cuja interpretação era baseada nas tendências da Revolução Industrial, persistindo hoje como moléstia de herança colonial em sistemas diagnósticos do Sudeste Asiático e China (por exemplo, sob o nome shenjing shuairuo).

## Identificação
Uma síndrome culturalmente específica é caracterizada por:
1. categorização como uma doença na cultura (ou seja, não é um comportamento voluntário ou uma afirmação falsa);
2. familiaridade generalizada na cultura;
3. a condição é geralmente reconhecida e tratada pela medicina popular da cultura.

Algumas síndromes específicas de cultura envolvem sintomas somáticos (dor ou função alterada de uma parte do corpo), enquanto outras são puramente comportamentais. Algumas síndromes ligadas à cultura aparecem com feições semelhantes em várias culturas, mas com características locais específicas, como pânicos do pênis.
Uma síndrome cultural específica não é o mesmo que uma doença localizada geograficamente com anormalidades de tecido específicas, identificáveis e causais, como kuru ou doença do sono, ou condições genéticas limitadas a certas populações. Embora possam estar envolvidos fatores totalmente sociais em alguns casos, sem anormalidades bioquímicas ou teciduais objetivamente demonstráveis (sinais), é possível que uma condição originalmente assumida como uma síndrome comportamental ligada à cultura tenha uma causa biológica; de uma perspectiva médica, seria então redefinida em outra categoria nosológica.
A CID considera em seu anexo que transtornos considerados específicos da cultura não são facilmente acomodados pelas categorias utilizadas em classificações psiquiátricas internacionais e que estão associados primariamente ou exclusivamente a uma população ou área cultural. No entanto, é notado que esse conceito é controverso: "muitos pesquisadores argumentam que eles diferem apenas em grau dos transtornos já incluídos nas classificações psiquiátricas existentes, como transtornos de ansiedade e reações ao estresse, e que, portanto, são mais bem considerados como variações locais de transtornos há muito reconhecidos. Sua ocorrência exclusiva em populações específicas ou áreas culturais também tem sido questionada". Assim, a familiaridade de uma doença em  uma cultura pode ser traduzível a pessoas de outras culturas e relacionadas a doenças já existentes, compreensíveis dentro de diferentes sistemas médicos.

## Perspectivas médicas
A Associação Americana de Psiquiatria afirma o seguinte: 
 O termo síndrome ligada à cultura denota padrões recorrentes específicos a localidade de comportamento aberrante e experiência perturbadora que podem ou não estar ligados a uma categoria diagnóstica DSM-IV particular. Muitos desses padrões são considerados indigenamente como "doenças" ou, pelo menos, aflições, e a maioria tem nomes locais. Embora apresentações em conformidade com as principais categorias do DSM-IV possam ser encontradas em todo o mundo, os sintomas particulares, curso e resposta social são muitas vezes influenciados por fatores culturais locais. Em contraste, as síndromes ligadas à cultura são geralmente limitadas a sociedades ou áreas culturais específicas e são categorias de diagnóstico populares localizadas que enquadram significados coerentes para certos conjuntos de experiências e observações repetitivas, padronizadas e perturbadoras. 
 O termo síndrome ligada à cultura é controverso, pois reflete as diferentes opiniões de antropólogos e psiquiatras. Os antropólogos tendem a enfatizar as dimensões relativísticas e específicas da cultura das síndromes, enquanto os médicos tendem a enfatizar as dimensões universais e neuropsicológicas. Guarnaccia e Rogler (1999) argumentaram a favor da investigação das síndromes ligadas à cultura em seus próprios termos e acreditam que as síndromes têm integridade cultural suficiente para serem tratadas como objetos independentes de pesquisa.
Alguns estudos sugerem que as síndromes ligadas à cultura representam uma maneira aceitável dentro de uma cultura específica (e contexto cultural) entre certos indivíduos vulneráveis (por exemplo, um ataque de nervios em um funeral em Porto Rico) para expressar sofrimento após uma experiência traumática. Uma manifestação similar de angústia quando deslocada para uma cultura médica norte-americana pode levar a um resultado muito diferente, até mesmo adverso, para um determinado indivíduo e sua família. A história e etimologia de algumas síndromes, como a síndrome de "brain-fag" (estafa-mental), também têm sido reatribuída à Grã-Bretanha vitoriana do século XIX, em vez da África Ocidental.
Em 2013, o DSM 5 abandonou o termo síndrome ligada à cultura, preferindo o novo nome “Conceitos Culturais de Sofrimento” ou "de Desajustamento Psicológico/de Mal Estar" (Cultural Concepts of Distress).

## Lista doDSM-IV-TR
A quarta edição do Manual Diagnóstico e Estatístico de Transtornos Mentais classifica as síndromes abaixo como síndromes ligadas à cultura:
| Nome                                       | Localização geográfica/populações                                                             |
| ------------------------------------------ | --------------------------------------------------------------------------------------------- |
| Amok                                       | Brunei, Singapura, Malásia, Indonésia, Filipinas, Timor-Leste                                 |
| Ataque de nervos                           | Latinos                                                                                       |
| Bilis, cólera                              | Latinos                                                                                       |
| Bouffée délirante                          | África Ocidental e Haiti                                                                      |
| Síndrome de brain fag                      | Estudantes da África Ocidental                                                                |
| Síndrome de Dhat                           | Índia                                                                                         |
| Falling-out, desmaio                       | Sul dos Estados Unidos e Caribe                                                               |
| Doença fantasma                            | Nativos americanos                                                                            |
| Hwabyeong                                  | Coreanos                                                                                      |
| Koro                                       | Populações chinesas, malaias e indonésias no sudeste da Ásia; Assam; ocasionalmente no oeste  |
| Latah                                      | Malásia e Indonésia, bem como as Filipinas (como mali-mali, particularmente entre tagalogues) |
| Locura                                     | Latinos nos Estados Unidos e na América Latina                                                |
| Mal de pelea                               | Porto Rico                                                                                    |
| Nervios                                    | América Latina, latinos nos Estados Unidos, Filipinas                                         |
| Mau-olhado                                 | Mediterrâneo; populações hispânicas e Etiópia                                                 |
| Piblokto                                   | Populações inuítes árticas e subárticas                                                       |
| Zou huo ru mo (reação psicótica do Qigong) | Chineses han                                                                                  |
| Rootwork                                   | Sul dos Estados Unidos, nações caribenhas                                                     |
| Sangue dormido                             | Populações portuguesas em Cabo Verde                                                          |
| Shenjing shuairuo                          | Chineses han                                                                                  |
| Shenkui, shen-kʼuei                        | Chineses han                                                                                  |
| Shinbyeong                                 | Coreanos                                                                                      |
| Feitiço                                    | Afro-americanos, populações brancas no sul dos Estados Unidos e Etiópia                       |
| Susto                                      | Latinos nos Estados Unidos ; México, América Central e América do Sul                         |
| Taijin kyofusho                            | Japoneses                                                                                     |
| Zār                                        | Etiópia, Somália, Egito, Sudão, Irã e outras sociedades do Norte da África e do Oriente Médio |

## Lista doDSM-5
A quinta edição do Manual Diagnóstico e Estatístico de Transtornos Mentais classifica as síndromes abaixo como conceitos culturais de sofrimento, um conceito intimamente relacionado:
| Nome              | Localização geográfica/populações                                     |
| ----------------- | --------------------------------------------------------------------- |
| Ataque de nervios | América Latina                                                        |
| Síndrome de Dhat  | Índia                                                                 |
| Khyâl cap         | Cambojano                                                             |
| Doença fantasma   | Americano nativo                                                      |
| Kufungisisa       | Zimbábue                                                              |
| Maladi moun       | Haiti                                                                 |
| Nervios           | América Latina, latinos nos Estados Unidos                            |
| Shenjing shuairuo | Chineses han                                                          |
| Susto             | Latinos nos Estados Unidos ; México, América Central e América do Sul |
| Taijin kyofusho   | japonês                                                               |

## Lista daCID-10
A 10ª revisão da Classificação Estatística Internacional de Doenças e Problemas Relacionados à Saúde (CID) classifica as seguintes síndromes como transtornos específicos da cultura:
| Nome                                          | Localização geográfica/populações                               |
| --------------------------------------------- | --------------------------------------------------------------- |
| Amok                                          | Austronésios do sudeste asiático                                |
| Síndrome de Dhat (dhātu), shen-kʼuei, jiryan  | Índia; Taiwan                                                   |
| Koro, suk yeong, jinjin bemar                 | Sudeste Asiático, Índia, China                                  |
| Latah                                         | Malásia e Indonésia                                             |
| Ataque de nervios                             | México, América Central e América do Sul                        |
| Pa-leng (frigofobia)                          | Taiwan; Sudeste da Ásia                                         |
| Pibloktoq (histeria ártica)                   | Inuítes vivendo dentro do Círculo Polar Ártico                  |
| Susto, espanto                                | México, América Central e América do Sul                        |
| Taijin kyofusho, shinkeishitsu (antropofobia) | Japão                                                           |
| Ufufuyane, saka                               | Quênia; África Austral (entre bantus, zulus e grupos afiliados) |
| Uqamairineq                                   | Inuítes vivendo dentro do Círculo Polar Ártico                  |
| Medo de Windigo                               | Povos indígenas do nordeste da América                          |

## Fenômenos vinculados ao contexto brasileiro
Estas especificações populares de culturas no Brasil já foram consideradas "síndromes culturais":
| Nome                      | Localização geográfica / populações                                              | Descrição |
| ------------------------- | -------------------------------------------------------------------------------- | --- |
| Dom de fala (glossolalia) | Grupos religiosos pentecostais                                                   | Fenômeno de linguagem incompreensível, atribuído pelo crente em estado de transe ao Espírito Santo                                       |
| Banzo / banza             | Escravos negros e índios (entidade histórica, não observável atualmente)         | Nostalgia, melancolia, apatia e tristeza progressiva, podendo evoluir a inapetência, estupor e morte                                     |
| Calundu                   | Nordeste                                                                         | Disforia, irritação, mau-humor, depressão                                                                                                |
| Caruara / "treme-treme"   | Nordeste, principalmente Bahia                                                   | Histeria conversiva epidêmica; fraqueza e paralisia nas pernas, astasia-abasia, de 3 a 15 meses                                          |
| Espinhela caída           | Populações rurais                                                                | Apêndice xifoide é atribuído como reentrando e produzindo sintomatologia multiforme; vômitos, astenia, apatia, epigastralgia             |
| Estados de possessão      | Religiões afro-brasileiras, pentecostais e outros evangélicos, além de católicos | Estados de transe, não necessariamente patológicos. Sensação de estar possuído por uma entidade                                          |
| Gastura                   | Populações rurais                                                                | Mal-estar, indisposição, aflição no corpo (ex: azia)                                                                                     |
| Obsessão / encosto        | Espiritismo, religiões afro-brasileiras                                          | Ação negativa atribuída a um espírito, podendo envolver estados afetivos, psicoses, ideação suicida, dependências químicas               |
| Quebranto / mau-olhado    | Popularmente difundido, principalmente ambiente rural                            | Causa associada a um indivíduo maldoso por "irradiação maléfica", atribuída ao definhamento, fraqueza e tristeza; abordado por benzedura |
| Tangolomango              | Crença trazida por escravos africanos, principalmente Nordeste                   | Mal-súbito por sortilégio, definhamento                                                                                                  |

## Outros exemplos
Embora "o preconceito etnocêntrico dos psiquiatras euro-americanos tenha levado à ideia de que as síndromes ligadas à cultura estão confinadas a culturas não ocidentais", um exemplo proeminente de uma síndrome ligada à cultura ocidental é a anorexia nervosa.
Nos Estados Unidos contíguos, o consumo de caolim, um tipo de argila, foi proposto como uma síndrome cultural de pica observada em afro-americanos no sul rural, particularmente em áreas em que a mineração da caulinita é comum. Na África do Sul, entre o povo xhosa, a síndrome de amafufunyana é comumente usada para descrever aqueles que se acredita serem possuídos por demônios ou outros espíritos malévolos. Os curandeiros tradicionais da cultura geralmente realizam exorcismos para expulsar esses espíritos. Ao investigar o fenômeno, os pesquisadores descobriram que muitas das pessoas que afirmavam ser afetadas pela síndrome exibiam traços e características da esquizofrenia.
Alguns pesquisadores sugeriram que tanto a síndrome pré-menstrual (SPM) quanto o transtorno disfórico pré-menstrual mais grave (TDPM), que têm mecanismos físicos atualmente desconhecidos, seriam síndromes ligadas à cultura ocidental. No entanto, isso é controverso.
Morgellons é uma doença de pele autodiagnosticada rara, relatada principalmente em populações brancas nos Estados Unidos. Ela foi descrita como "uma doença transmitida socialmente pela Internet".
A distonia vascular-vegetativa pode ser considerada um exemplo de condição somática formalmente reconhecida pelas comunidades médicas locais nos países da ex-União Soviética, mas não nos sistemas de classificação ocidentais. Sua natureza de termo guarda-chuva como condição neurológica também resulta no diagnóstico de pacientes neuróticos como neurológicos, na verdade, substituindo o possível estigma psiquiátrico por síndrome ligada à cultura disfarçada como uma condição neurológica.
Sabe-se que crianças refugiadas na Suécia caem em estados de coma ao saber que suas famílias serão deportadas. Acredita-se que a condição, conhecida em sueco como uppgivenhetssyndrom, ou síndrome da resignação, existe apenas entre a população de refugiados no país escandinavo, onde tem sido prevalente desde o início do século XXI. Em um relatório de 130 páginas sobre a condição encomendado pelo governo e publicado em 2006, uma equipe de psicólogos, cientistas políticos e sociólogos levantou a hipótese de que seria uma síndrome ligada à cultura.
Um distúrbio de espanto semelhante ao latah, chamado imu (às vezes escrito imu:), é encontrado entre os povos ainus, ambos ainus sacalinos e de Hokkaido.
Uma condição semelhante a piblokto, chamada menerik (às vezes meryachenie), é encontrada entre os iacutes, yukaghirs e evenks que vivem na Sibéria.